# RC Strasbourg in het seizoen 2023/24
In het seizoen 2023/2024 komt RC Strasbourg uit in de Franse Ligue 1. In dit seizoen zal RC Strasbourg ook weer uitkomen in de Coupe de France. 

## Selectie 2023/2024

### Spelers
| Nr.           | Nat.                           | Naam              | Contract tot | Ligue 1    | Ligue 1    | Ligue 1    | Coupe de France | Coupe de France | Coupe de France | Totaal     | Totaal     | Totaal     |            |            |            |            |            |            |
| Nr.           | Nat.                           | Naam              | Contract tot | W          |            | Assist     | W               |                 | Assist          | W          |            | Assist     |            |            |            |            |            |            |
| Doelmannen    | Doelmannen                     | Doelmannen        | Doelmannen   | Doelmannen | Doelmannen | Doelmannen | Doelmannen      | Doelmannen      | Doelmannen      | Doelmannen | Doelmannen | Doelmannen | Doelmannen | Doelmannen | Doelmannen | Doelmannen | Doelmannen | Doelmannen |
| ------------- | ------------------------------ | ----------------- | ------------ | ---------- | ---------- | ---------- | --------------- | --------------- | --------------- | ---------- | ---------- | ---------- | ---------- | ---------- | ---------- | ---------- | ---------- | ---------- |
| 1             | Vlag van België                | Matz Sels         | 2026         | 9          | 0          | 0          | 0               | 0               | 0               | 9          | 0          | 0          |            |            |            |            |            |            |
| 30            | Vlag van Haïti                 | Alexandre Pierre  | 2024         | 0          | 0          | 0          | 0               | 0               | 0               | 0          | 0          | 0          |            |            |            |            |            |            |
| 36            | Vlag van Marokko               | Alaa Bellaarouch  | 2025         | 0          | 0          | 0          | 0               | 0               | 0               | 0          | 0          | 0          |            |            |            |            |            |            |
| Verdedigers   |                                |                   |              |            |            |            |                 |                 |                 |            |            |            |            |            |            |            |            |            |
| 2             | Vlag van Frankrijk             | Frédéric Guilbert | 2026         | 7          | 0          | 0          | 0               | 0               | 0               | 7          | 0          | 0          |            |            |            |            |            |            |
| 3             | Vlag van Frankrijk             | Thomas Delaine    | 2025         | 9          | 0          | 0          | 0               | 0               | 0               | 9          | 0          | 0          |            |            |            |            |            |            |
| 4             | Vlag van Polen                 | Karol Fila        | 2025         | 0          | 0          | 0          | 0               | 0               | 0               | 0          | 0          | 0          |            |            |            |            |            |            |
| 5             | Vlag van Frankrijk             | Lucas Perrin      | 2025         | 7          | 0          | 1          | 0               | 0               | 0               | 7          | 0          | 1          |            |            |            |            |            |            |
| 13            | Vlag van Guinee                | Saïdou Sow        | 2028         | 0          | 0          | 0          | 0               | 0               | 0               | 0          | 0          | 0          |            |            |            |            |            |            |
| 18            | Vlag van Frankrijk             | Junior Mwanga     | 2027         | 3          | 0          | 0          | 0               | 0               | 0               | 3          | 0          | 0          |            |            |            |            |            |            |
| 22            | Vlag van Frankrijk             | Gerzino Nyamsi    | 2025         | 9          | 0          | 0          | 0               | 0               | 0               | 9          | 0          | 0          |            |            |            |            |            |            |
| 24            | Vlag van Ivoorkust             | Abakar Sylla      | 2028         | 5          | 0          | 0          | 0               | 0               | 0               | 5          | 0          | 0          |            |            |            |            |            |            |
| 25            | Vlag van Frankrijk             | Steven Baseya     | 2026         | 0          | 0          | 0          | 0               | 0               | 0               | 0          | 0          | 0          |            |            |            |            |            |            |
| 28            | Vlag van Frankrijk             | Marvin Senaya     | 2025         | 9          | 0          | 0          | 0               | 0               | 0               | 9          | 0          | 0          |            |            |            |            |            |            |
| 29            | Vlag van Frankrijk             | Ismaël Doukouré   | 2026         | 9          | 0          | 0          | 0               | 0               | 0               | 9          | 0          | 0          |            |            |            |            |            |            |
| 39            | Vlag van Frankrijk             | Maxime Bastian    | 2025         | 0          | 0          | 0          | 0               | 0               | 0               | 0          | 0          | 0          |            |            |            |            |            |            |
| 77            | Vlag van Oekraïne              | Eduard Sobol      | 2026         | 0          | 0          | 0          | 0               | 0               | 0               | 0          | 0          | 0          |            |            |            |            |            |            |
| Middenvelders |                                |                   |              |            |            |            |                 |                 |                 |            |            |            |            |            |            |            |            |            |
| 6             | Vlag van Ivoorkust             | Jean-Eudes Aholou | 2024         | 0          | 0          | 0          | 0               | 0               | 0               | 0          | 0          | 0          |            |            |            |            |            |            |
| 7             | Vlag van Frankrijk             | Jessy Deminguet   | 2027         | 7          | 0          | 0          | 0               | 0               | 0               | 7          | 0          | 0          |            |            |            |            |            |            |
| 14            | Vlag van Bosnië en Herzegovina | Sanjin Prcić      | 2025         | 3          | 0          | 0          | 0               | 0               | 0               | 3          | 0          | 0          |            |            |            |            |            |            |
| 19            | Vlag van Frankrijk             | Habib Diarra      | 2027         | 8          | 1          | 1          | 0               | 0               | 0               | 8          | 1          | 1          |            |            |            |            |            |            |
| 27            | Vlag van Frankrijk             | Ibrahima Sissoko  | 2024         | 8          | 0          | 0          | 0               | 0               | 0               | 8          | 0          | 0          |            |            |            |            |            |            |
| 34            | Vlag van Marokko               | Nordine Kandil    | 2025         | 0          | 0          | 0          | 0               | 0               | 0               | 0          | 0          | 0          |            |            |            |            |            |            |
| Aanvallers    |                                |                   |              |            |            |            |                 |                 |                 |            |            |            |            |            |            |            |            |            |
| 9             | Vlag van Frankrijk             | Kévin Gameiro     | 2024         | 7          | 0          | 0          | 0               | 0               | 0               | 7          | 0          | 0          |            |            |            |            |            |            |
| 10            | Vlag van Nederland             | Emanuel Emegha    | 2028         | 6          | 1          | 0          | 0               | 0               | 0               | 6          | 1          | 0          |            |            |            |            |            |            |
| 11            | Vlag van Ivoorkust             | Moïse Sahi Dion   | 2026         | 5          | 1          | 0          | 0               | 0               | 0               | 5          | 1          | 0          |            |            |            |            |            |            |
| 12            | Vlag van Zuid-Afrika           | Lebo Mothiba      | 2024         | 8          | 2          | 0          | 0               | 0               | 0               | 8          | 2          | 0          |            |            |            |            |            |            |
| 21            | Vlag van Frankrijk             | Mehdi Chahiri     | 2024         | 0          | 0          | 0          | 0               | 0               | 0               | 0          | 0          | 0          |            |            |            |            |            |            |
| 23            | Vlag van Brazilië              | Ângelo            | 2024 (huur)  | 8          | 0          | 1          | 0               | 0               | 0               | 8          | 0          | 1          |            |            |            |            |            |            |
| 26            | Vlag van Frankrijk             | Dilane Bakwa      | 2027         | 8          | 0          | 0          | 0               | 0               | 0               | 8          | 0          | 0          |            |            |            |            |            |            |

Laatst bijgewerkt op 21 oktober 2023

## Transfers

### Zomer

#### Aangetrokken 2023/24
| Nat. | Naam             | Van                   | Bijzonderheden |
| ---- | ---------------- | --------------------- | -------------- |
| CIV  | Abakar Sylla     | Club Brugge           | € 20.000.000   |
| NED  | Emanuel Emegha   | Sturm Graz            | € 13.000.000   |
| FRA  | Junior Mwanga    | Girondins de Bordeaux | € 10.000.000   |
| FRA  | Dilane Bakwa     | Girondins de Bordeaux | € 10.000.000   |
| GUI  | Saïdou Sow       | AS Saint-Étienne      | € 3.000.000    |
| FRA  | Jessy Deminguet  | SM Caen               | Transfervrij   |
| BRA  | Ângelo           | Chelsea               | Gehuurd        |
| FRA  | Steven Baseya    | AS Nancy B            |                |
| HAI  | Dany Jean        | RC Strasbourg B       |                |
| FRA  | Jordan Robinand  | RC Strasbourg B       |                |
| CIV  | Moïse Sahi Dion  | FC Annecy             | Was verhuurd   |
| FRA  | Maxime Bastian   | FC Annecy             | Was verhuurd   |
| POL  | Karol Fila       | SV Zulte Waregem      | Was verhuurd   |
| FRA  | Marvin Senaya    | Rodez AF              | Was verhuurd   |
| FRA  | Mehdi Chahiri    | Paris FC              | Was verhuurd   |
| FRA  | Marvin Elimbi    | US Orléans            | Was verhuurd   |
| MAR  | Alaa Bellaarouch | Stade Briochin        | Was verhuurd   |

#### Vertrokken 2023/24
| Nat. | Naam                   | Naar                    | Bijzonderheden |
| ---- | ---------------------- | ----------------------- | -------------- |
| SEN  | Habib Diallo           | Al-Shabab               | € 18.000.000   |
| FRA  | Jean-Ricner Bellegarde | Wolverhampton Wanderers | € 15.000.000   |
| FRA  | Marvin Elimbi          | SCU Torreense           |                |
| FRA  | Mehdi Chahiri          | Pau                     | Transfervrij   |
| GHA  | Alexander Djiku        | Fenerbahçe SK           | Transfervrij   |
| FRA  | Dimitri Liénard        | SC Bastia               | Transfervrij   |
| JAP  | Eiji Kawashima         | Geen                    | Transfervrij   |
| FRA  | Maxime Le Marchand     | Einde carrière          |                |
| MAR  | Nordine Kandil         | FC Annecy               | Verhuurd       |
| HAI  | Dany Jean              | US Avranches            | Verhuurd       |
| FRA  | Robin Risser           | Dijon                   | Verhuurd       |
| FRA  | Jordan Robinand        | SO Cholet               | Verhuurd       |
| FRA  | Morgan Sanson          | Aston Villa             | Was gehuurd    |
| FRA  | Colin Dagba            | Paris Saint-Germain     | Was gehuurd    |
| JAP  | Yuito Suzuki           | Shimizu S-Pulse         | Was gehuurd    |

### Winter

#### Aangetrokken 2023/24
| Nat. | Naam | Van | Bijzonderheden |
| ---- | ---- | --- | -------------- |
| FRA  |      |     |                |

#### Vertrokken 2023/24
| Nat. | Naam | Naar | Bijzonderheden |
| ---- | ---- | ---- | -------------- |
| FRA  |      |      |                |

## Wedstrijden

### Oefenwedstrijden
| Datum      | Wedstrijd                        | Uitslag |
| ---------- | -------------------------------- | ------- |
| 17-07-2023 | Hoffenheim – RC Strasbourg       | 1 – 2   |
| 21-07-2023 | Beşiktaş JK – RC Strasbourg      | 2 – 1   |
| 26-07-2023 | Paris Saint-Germain – Sturm Graz | 3 – 0   |
| 29-07-2023 | SC Freiburg – RC Strasbourg      | 2 – 2   |
| 29-07-2023 | SC Freiburg – RC Strasbourg      | 2 – 2   |
| 05-08-2023 | RC Strasbourg – Werder Bremen    | 3 – 3   |
| 05-08-2023 | RC Strasbourg – Werder Bremen    | 2 – 1   |
| 12-10-2023 | Karlsruher SC – RC Strasbourg    | 3 – 0   |

### Ligue 1
| №  | Datum      | Wedstrijd                           | Uitslag |
| -- | ---------- | ----------------------------------- | ------- |
| 1  | 13-08-2023 | RC Strasbourg – Olympique Lyon      | 2 – 1   |
| 2  | 20-08-2023 | AS Monaco – RC Strasbourg           | 3 – 0   |
| 3  | 27-08-2023 | RC Strasbourg – Toulouse            | 2 – 0   |
| 4  | 03-09-2023 | Nice – RC Strasbourg                | 2 – 0   |
| 5  | 17-09-2023 | RC Strasbourg – Montpellier         | 2 – 2   |
| 6  | 24-09-2023 | FC Metz – RC Strasbourg             | 0 – 1   |
| 7  | 29-09-2023 | RC Strasbourg – RC Lens             | 0 – 1   |
| 8  | 08-10-2023 | RC Strasbourg – FC Nantes           | 1 – 2   |
| 9  | 21-10-2023 | Paris Saint-Germain – RC Strasbourg | 3 – 0   |
| 10 | 29-10-2023 | Stade Rennes – RC Strasbourg        | –       |
| 11 | 05-11-2023 | RC Strasbourg – Clermont Foot       | –       |
| 12 | 12-11-2023 | Stade Brest – RC Strasbourg         | –       |
| 13 | 26-11-2023 | RC Strasbourg – Marseille           | –       |
| 14 | 03-12-2023 | Stade Reims – RC Strasbourg         | –       |
| 15 | 10-12-2023 | RC Strasbourg – Le Havre            | –       |
| 16 | 17-12-2023 | FC Lorient – RC Strasbourg          | –       |
| 17 | 20-12-2023 | RC Strasbourg – Lille               | –       |
| 18 | 14-01-2024 | Marseille – RC Strasbourg           | –       |
| 19 | 28-01-2024 | Clermont Foot – RC Strasbourg       | –       |
| 20 | 04-02-2024 | RC Strasbourg – Paris Saint-Germain | –       |
| 21 | 11-02-2024 | RC Lens – RC Strasbourg             | –       |
| 22 | 18-02-2024 | RC Strasbourg – FC Lorient          | –       |
| 23 | 25-02-2024 | RC Strasbourg – Stade Brest         | –       |
| 24 | 03-03-2024 | Montpellier – RC Strasbourg         | –       |
| 25 | 10-03-2024 | RC Strasbourg – AS Monaco           | –       |
| 26 | 17-03-2024 | FC Nantes – RC Strasbourg           | –       |
| 27 | 31-03-2024 | RC Strasbourg – Stade Rennes        | –       |
| 28 | 07-04-2024 | Toulouse – RC Strasbourg            | –       |
| 29 | 14-04-2024 | RC Strasbourg – Stade Reims         | –       |
| 30 | 21-04-2024 | Lille – RC Strasbourg               | –       |
| 31 | 28-04-2024 | RC Strasbourg – Nice                | –       |
| 32 | 03-05-2024 | Le Havre – RC Strasbourg            | –       |
| 33 | 11-05-2024 | RC Strasbourg – FC Metz             | –       |
| 34 | 18-05-2024 | Olympique Lyon – RC Strasbourg      | –       |

### Coupe de France
| Ronde      | Datum      | Wedstrijd       | Uitslag |
| ---------- | ---------- | --------------- | ------- |
| Laatste 64 | 06-01-2024 | – RC Strasbourg | –       |

## Statistieken

### Tussenstand in Franse Ligue 1
| Stand | Gespeeld | Gewonnen | Gelijk | Verloren | Punten | Doelpunten voor | Doelpunten tegen | Gele kaarten | Twee gele kaarten | Rode kaarten |
| ----- | -------- | -------- | ------ | -------- | ------ | --------------- | ---------------- | ------------ | ----------------- | ------------ |
| 12e   | 9        | 3        | 1      | 5        | 10     | 8               | 14               | 15           | 0                 | 0            |

### Punten, stand en doelpunten per speelronde
| Speelronde                            | 1  | 2  | 3  | 4  | 5   | 6  | 7  | 8   | 9   | 10 | 11 | 12 | 13 | 14 | 15 | 16 | 17 | 18 | 19 | 20 | 21 | 22 | 23 | 24 | 25 | 26 | 27 | 28 | 29 | 30 | 31 | 32 | 33 | 34 | Totaal |
| ------------------------------------- | -- | -- | -- | -- | --- | -- | -- | --- | --- | -- | -- | -- | -- | -- | -- | -- | -- | -- | -- | -- | -- | -- | -- | -- | -- | -- | -- | -- | -- | -- | -- | -- | -- | -- | ------ |
| Aantal punten per speelronde          | 3  | 0  | 3  | 0  | 1   | 3  | 0  | 0   | 0   |    |    |    |    |    |    |    |    |    |    |    |    |    |    |    |    |    |    |    |    |    |    |    |    |    | 10     |
| Aantal punten na speelronde           | 3  | 3  | 6  | 6  | 7   | 10 | 10 | 10  | 10  |    |    |    |    |    |    |    |    |    |    |    |    |    |    |    |    |    |    |    |    |    |    |    |    |    | 10     |
| Stand na speelronde                   | 5e | 9e | 5e | 9e | 10e | 5e | 8e | 11e | 12e |    |    |    |    |    |    |    |    |    |    |    |    |    |    |    |    |    |    |    |    |    |    |    |    |    | 12e    |
| Aantal doelpunten per speelronde      | 2  | 0  | 2  | 0  | 2   | 1  | 0  | 1   | 0   |    |    |    |    |    |    |    |    |    |    |    |    |    |    |    |    |    |    |    |    |    |    |    |    |    | 8      |
| Aantal tegendoelpunten per speelronde | 1  | 3  | 0  | 2  | 2   | 0  | 1  | 2   | 3   |    |    |    |    |    |    |    |    |    |    |    |    |    |    |    |    |    |    |    |    |    |    |    |    |    | 14     |
| Doelsaldo na speelronde               | +1 | –2 | 0  | –2 | –2  | –1 | –2 | –3  | –6  |    |    |    |    |    |    |    |    |    |    |    |    |    |    |    |    |    |    |    |    |    |    |    |    |    | –6     |

### Topscorers
| Nr.                           | Naam                          | Goal |
| ----------------------------- | ----------------------------- | ---- |
| 1.                            | Jean-Ricner Bellegarde        | 2    |
| 1.                            | Lebo Mothiba                  | 2    |
| 2.                            | Habib Diarra                  | 1    |
| 2.                            | Moïse Sahi Dion               | 1    |
| 2.                            | Emanuel Emegha                | 1    |
| Eigen doelpunten tegenstander | Eigen doelpunten tegenstander | 1    |
| Totaal                        | Totaal                        | 8    |

| Nr.                           | Naam                          | Goal |
| ----------------------------- | ----------------------------- | ---- |
| 1.                            | Vlag van Frankrijk            |      |
| Eigen doelpunten tegenstander | Eigen doelpunten tegenstander | 0    |
| Totaal                        | Totaal                        | 0    |

Gedurende het seizoen verkocht of verhuurd

### Assists
| Nr.    | Naam                   | Assist |
| ------ | ---------------------- | ------ |
| 1.     | Jean-Ricner Bellegarde | 2      |
| 2.     | Ângelo                 | 1      |
| 2.     | Habib Diarra           | 1      |
| 2.     | Lucas Perrin           | 1      |
| Totaal | Totaal                 | 5      |

| Nr.    | Naam               | Assist |
| ------ | ------------------ | ------ |
| 1.     | Vlag van Frankrijk |        |
| Totaal | Totaal             | 0      |

Gedurende het seizoen verkocht of verhuurd.
1 Petrović ·
3 Delaine ·
4 Sow ·
6 Lemaréchal ·
7 Moreira ·
8 Santos ·
9 Luković ·
10 Emegha ·
11 Sahi ·
12 Wiley ·
14 Mara ·
15 Nanasi ·
16 Risser ·
17 Diong ·
18 Mwanga ·
19 Diarra  ·
20 Perea ·
22 Doué ·
23 Sarr ·
24 Sylla ·
25 Gomis ·
26 Bakwa ·
28 Senaya ·
29 Doukouré ·
30 Johnsson ·
36 Bellarouch ·
40 Sebas ·
77 Sobol ·
Coach: Rosenior
· Assistent-trainer: Charaï